# Walnut Grove (Minnesota)
Walnut Grove város az USA Minnesota államában, Redwood megyében. Lakosainak száma 751 fő (2020. április 1.).

## Népesség
A település népességének változása:

| 2010 | 871 |
| 2020 | 751 |